# Mandiakuy
Mandiaca (ou Mandiakuy est une ville et une commune malienne, située dans le département de la Banlazans, dans le nouvelle Cercle de Mandiakuy, dans la région de San.
L’église de Mandiakuy a été la première Paroisse relevant du Diocèse de San. En raison de ses valeurs historiques, socioculturelles, esthétiques et religieuses, l’église de Mandiakuy a été placé dans le patrimoine culturel national en 2014.